# 이인영 (역사가)
이인영(李仁榮 1911년∼?)은 일제강점기의 사학자이다. 호는 학산이며, 평양에서 출생하였다. 

## 생애
휘문고보를 졸업하고, 1937년 경성제국대학 조선사학과를 졸업하였다. 그 후 진단학회에 들어가 많은 논문을 발표하였으며, 진단학회가 운영난에 빠지자 사재를 털어 《진단학보》 제9집을 발간하였다. 
1949년 서울대학교 문리대학 교수가 되었다가, 이듬해 6·25전쟁 때 납북되었다. 
일본에 우리의 문화재가 흘러들어가는 것을 막기 위해 많은 골동품과 활자본을 수집했으며, 서지학·활자 연구·한국 만주 관계사의 권위자였다. 저서로 《한국 만주 관계의 연구》, 《국사요론》이 있다.